# Grimstrup
Grimstrup – miasto w Danii, w regionie Dania Południowa, w gminie Esbjerg.